# Gastrallus laevigatus
Gastrallus laevigatus is een keversoort uit de familie klopkevers (Ptinidae, voorheen Anobiidae). De wetenschappelijke naam van de soort is voor het eerst geldig gepubliceerd in 1790 door Olivier.